# Phellinus caryophylli
Phellinus caryophylli är en svampart som först beskrevs av Marjan Raciborski, och fick sitt nu gällande namn av Gordon Herriot Cunningham 1965. Phellinus caryophylli ingår i släktet Phellinus och familjen Hymenochaetaceae.   Inga underarter finns listade i Catalogue of Life.